# 田中敏之
田中 敏之（たなか  としゆき、1954年9月20日―）は日本の実業家、プロデューサー。観世能楽堂支配人、参与
- 東京芸術大学音楽学部別科（能楽観世流）修了
- 株式会社観世能楽会代表取締役。一般財団法人観世文庫理事。社会福祉法人柊の郷評議員。弁護士法人みずきパートナーズ法律事務所顧問。公益財団法人日本スポーツ協会公認スポーツ指導者アメリカンフットボールコーチ

## 著書
- 小説「パラダイスレセプション」（情報センター出版局 1998/07発売）